# Mostefa Belloucif
Mostefa Benloucif, né le 2 avril 1939 à Ben M'Hidi dans l'actuelle wilaya d'El Tarf en Algérie et mort le 14 janvier 2010 à Alger, est un général algérien. 
Il est chef d'État-Major de l'Armée nationale populaire de 1984 à 1986. 
Le 11 février 1993, il est condamné par le tribunal militaire de Blida à vingt ans de prison, victime de fausses accusations, il sera par la suite innocenté et réhabilité.

## Biographie
Mostefa Beloucif naît le 2 avril 1939 à Ben Mehdi en Algérie, alors départements français. Il rejoint à 18 ans les rangs de l'Armée de libération nationale dans la base de l'Est le 23 mars 1957. 
Il est nommé chef-d'état major de la quatrième région militaire, puis a occupé le même poste à la tête de la troisième région. Avant d'être nommé directeur de la justice militaire au niveau du ministère de la Défense nationale, puis haut commissaire chargé du Service national au ministère de la Défense, puis secrétaire général du ministère de la défense nationale. 
Le 28 novembre 1984, il est nommé chef d'État-Major de l'Armée nationale populaire par le président Chadli Bendjedid. Poste vacant depuis le 1er novembre 1967.